# Flyvefisken-klass
Flyvefisken-klass är en klass danska örlogsfartyg byggda av Danyard för danska Søværnet. Fartygen är baserade på StanFlex-moduler vilket gör att de snabbt kan byggas om för olika uppgifter som patrullbåt, robotbåt, minröjningsfartyg och minfartyg. Det första fartyget i klassen togs i tjänst 1989. Under 2000-talet har de flesta fartyg avrustats eller sålts till Litauen eller Portugal. Endast det sista fartyget i klassen (Søløven) är fortfarande i dansk tjänst, ombyggt till dykfartyg.

## Konstruktion
Fartygen i Flyvefisken-klassen är byggda i glasfiber och drivs av ett CODAG-maskineri med två MTU dieselmotorer och en General Electric gasturbin. Flyvefisken-klassen var de första fartygen baserade på StanFlex-systemet. StanFlex-systemet består av containermoduler på 3,5 × 3 × 2,5 meter som kan innehålla vapen, sensorer eller andra system. Flyvefisken-klassen kan ta en sådan modul på fördäck framför bryggan och tre moduler på akterdäck.
| De moduler som finns är: - Allmålskanon – En 76 mm OTO Melara 76/62 snabbskjutande kanon (19 moduler). - Sjömålsrobotar – Avfyringstuber för åtta stycken Harpoon-robotar (10 moduler). - Luftvärnsrobotar – Vertikala avfyringstuber för tolv stycken Evolved Sea Sparrow-robotar (10 moduler). - Ubåtsjakttorpeder – Fyra torpedtuber för MU90-torpeder (4 moduler). - Undervattenssensor – En Thales TSM 2640 Salmon släpsonar (4 moduler). - Minröjning – En ROV (Double Eagle) med fjärrstyrningssystem (5 moduler). - Lastkran – En kran för sjösättning av ROV eller RIB-båtar (22 moduler). - Förvaring – Lagringscontainer (15 moduler). - Sanering – Innehåller utrustning för oljesanering (3 moduler). - Sjömätning – (3 moduler). - Oceanografi – (2 moduler). - Signalspaning – (1 modul). |

Utan StanFlex-moduler kan fartygen i stället ta upp till 60 sjöminor på akterdäck.

## Fartyg i klassen

### Flyvefisken(P550)
Kölsträckt: 15 augusti 1985, Sjösatt: 26 april 1986, Tagen i tjänst 19 april 1989.

Flyvefisken togs i tjänst 19 april 1989 och tilldelades 23:e minröjningsdivisionen. I mars 2007 såldes hon till Litauens flotta och den 30 maj 2008 togs hon i litauisk tjänst med namnet LKL Žemaitis (P11).

### Hajen(P551)
Kölsträckt: februari 1988, Sjösatt: 6 augusti 1989, Tagen i tjänst 19 augusti 1990.

Hajen tillhörde 23:e minröjningsdivisionen och såldes i mars 2007 till Litauens flotta. Hon togs i litauisk tjänst 23 januari 2009 med namnet LKL Dzūkas (P12).

### Havkatten(P552)
Kölsträckt: 8 augusti 1988, Sjösatt: 13 januari 1990, Tagen i tjänst 1 november 1990.

Havkatten togs i tjänst i 23:e minröjningsdivisionen den 1 november 1990. År 2011 byggdes hon om som testplattform för ett nytt minröjningssystem och avrustades därefter 2012. I november 2016 såldes hon till Litauen där hon fick namnet LKL Sėlis (P15).

### Laxen(P553)
Kölsträckt: mars 1988, Sjösatt: 20 maj 1990, Tagen i tjänst 22 mars 1991.

Från omorganisationen 2004 tillhörde Laxen 23:e minröjningsdivisionen fram till avrustningen 2010. Sedan dess ligger fartyget i malpåse i väntan på försäljning eller skrotning.

### Makrelen(P554)
Kölsträckt: december 1993, Sjösatt: 8 januari 1991, Tagen i tjänst 4 oktober 1991.

Makrelen tillhörde 23:e minröjningsdivisionen från 2004 fram till avrustningen i oktober 2010. Sedan dess ligger fartyget i malpåse i väntan på försäljning eller skrotning.

### Støren(P555)

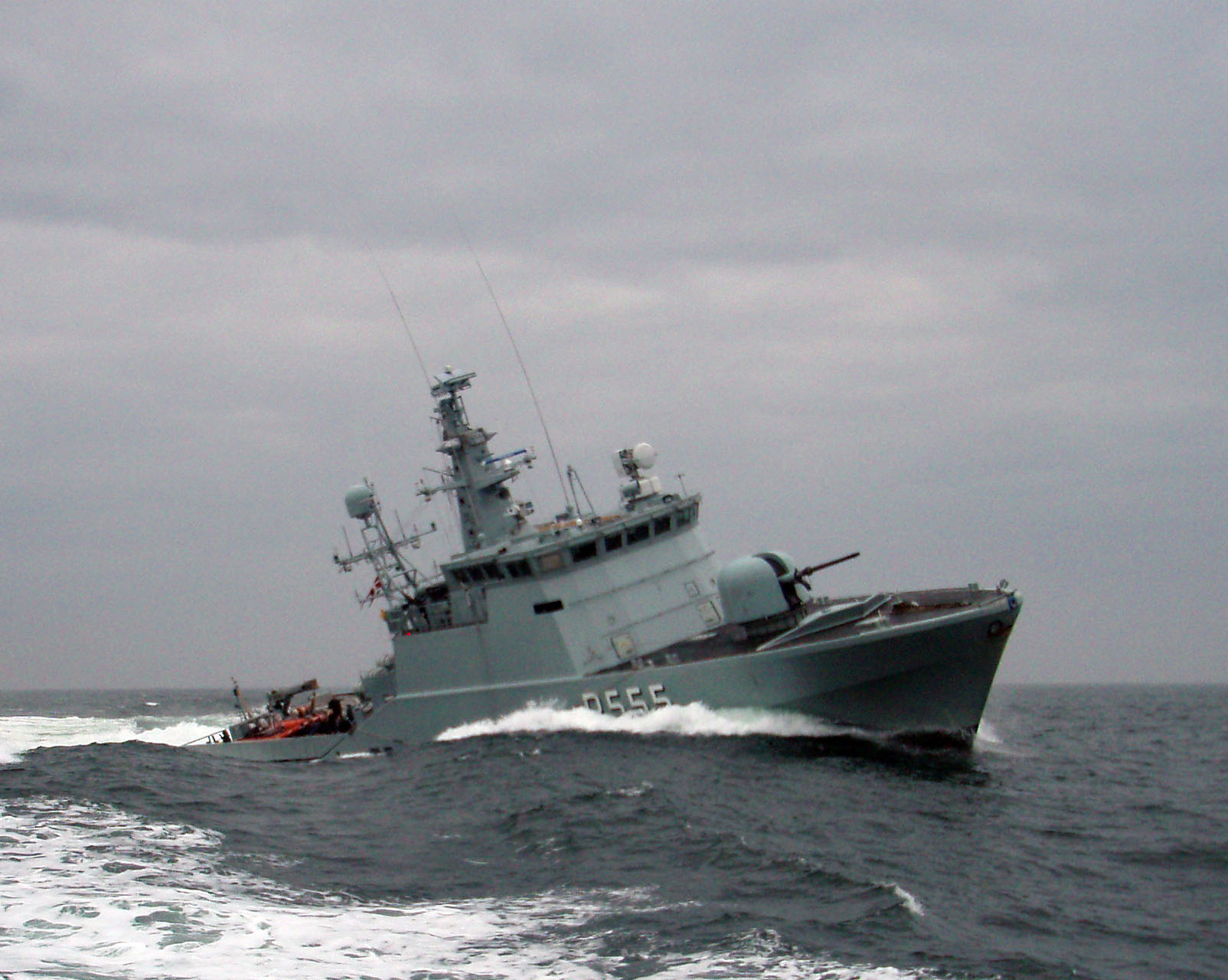
Patrullfartyget Støren genomför manöverprov.

Kölsträckt: augusti 1989, Sjösatt: 1 september 1990, Tagen i tjänst 24 april 1992.

Støren tillhörde 23:e minröjningsdivisionen från 2004 fram till avrustningen 2010. Sedan dess ligger fartyget i malpåse i väntan på försäljning eller skrotning.

### Sværdfisken(P556)
Kölsträckt: —, Sjösatt: 1 september 1991, Tagen i tjänst 1 februari 1992.

Sværdfisken tillhörde 23:e minröjningsdivisionen från 2004 till augusti 2006 då hon avrustades och därefter skrotades.

### Glenten(P557)

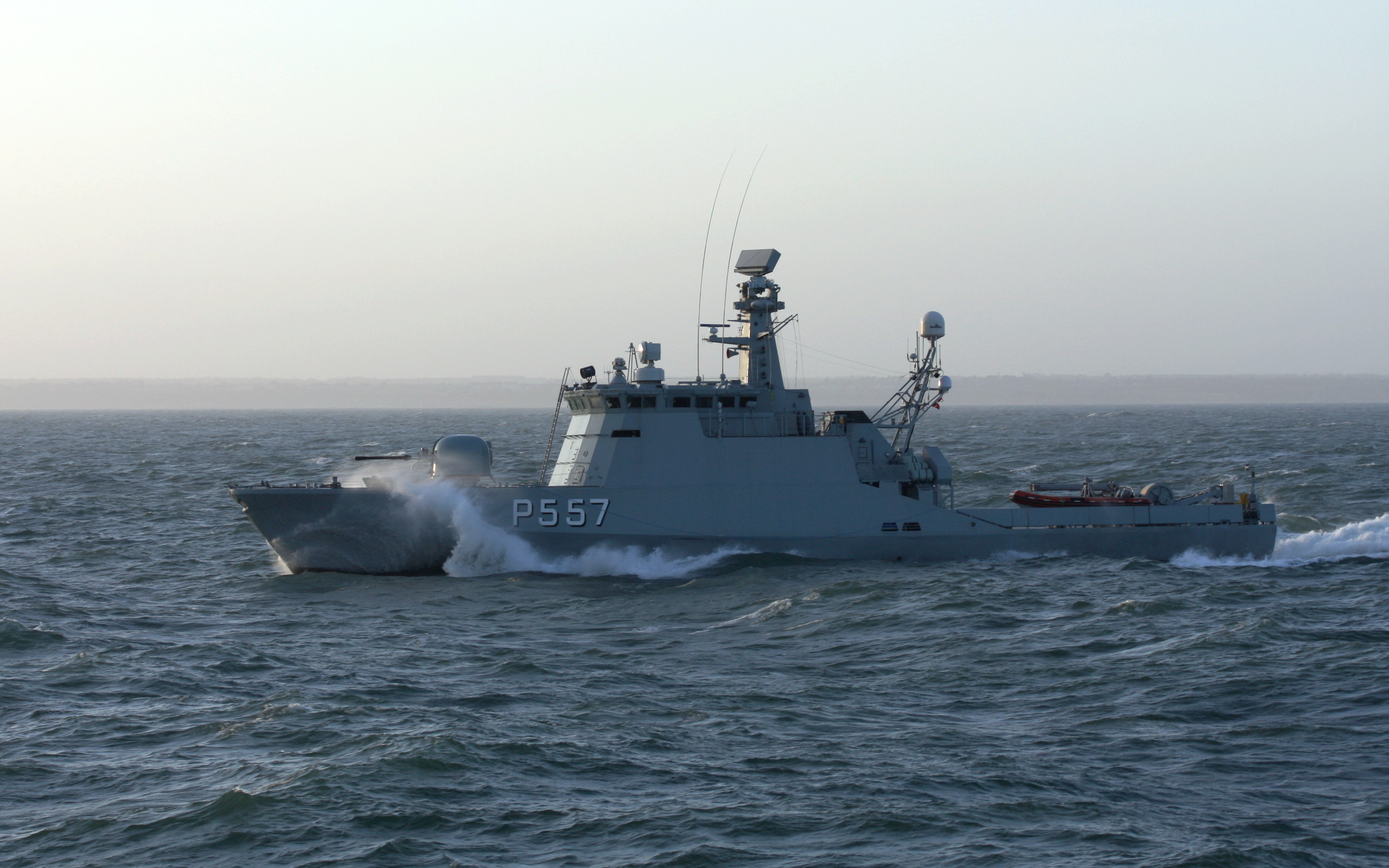
Patrullfartyget Glenten till sjöss i Engelska kanalen, maj 2009.

Kölsträckt: —, Sjösatt: januari 1992, Tagen i tjänst 1 februari 1992.

Glenten tillhörde 24:e robotbåtsdivisionen från 2004 till avrustningen i oktober 2010. Den 23 oktober 2014 såldes hon till Portugals flotta för en miljon euro. Hon moderniserades på Arsenal do Alfeite och togs åter i tjänst 28 april 2015 som NRP Mondego (P592).

### Gribben(P558)
Kölsträckt: —, Sjösatt: 1992, Tagen i tjänst 1 juli 1993.

Gribben tillhörde 12:e patrullbåtsdivisionen från 2004 till avrustningen 2010. I oktober 2014 såldes hon till Portugal för att plundras på reservdelar till de andra fyra fartygen som Portugal köpte.

### Lommen(P559)
Kölsträckt: —, Sjösatt: 1993, Tagen i tjänst 21 januari 1994.

År 2009 användes Lommen som provplattform för det nya stridsledningssystemet C-FLEX. I januari 2010 avrustades hon och såldes till Litauen där hon togs i tjänst 28 januari med det nya namnet LKL Aukštaitis (P14).

### Ravnen(P560)
Kölsträckt: —, Sjösatt: 1994, Tagen i tjänst 7 oktober 1994.

Ravnen tillhörde 24:e robotbåtsdivisionen och har deltagit i flera internationella uppdrag, bland annat UNIFIL i Libanon och Operation Active Endeavour. I oktober 2010 avrustades hon och 2014 såldes hon till Portugal för en miljon euro. Efter modernisering på Arsenal do Alfeite togs hon i portugisisk tjänst under namnet NRP Douro (P591).

### Skaden(P561)
Kölsträckt: december 1993, Sjösatt: 8 januari 1994, Tagen i tjänst 10 april 1995.

Skaden tillhörde 24:e robotbåtsdivisionen från 2004 till avrustningen 2010. År 2014 såldes hon till Portugal för en miljon euro. Hon moderniserades på Arsenal do Alfeite och togs åter i tjänst 28 april 2015 som NRP Guadiana (P593).

### Viben(P562)
Kölsträckt: —, Sjösatt: 1995, Tagen i tjänst 15 januari 1996.

Viben tillhörde 24:e robotbåtsdivisionen och har deltagit i flera internationella uppdrag, bland annat UNIFIL i Libanon och Operation Active Endeavour. I oktober 2010 avrustades hon och 2014 såldes hon till Portugal för en miljon euro. Efter modernisering på Arsenal do Alfeite togs hon i portugisisk tjänst i april 2015 under namnet NRP Tejo (P590). Runt nyår 2017 genomförde hon sin första längre patrull under portugisisk flagg till Madeira och Selvagensöarna. Från juli till september 2017 patrullerade hon i Medelhavet för Frontex.

### Søløven(P563/Y311)

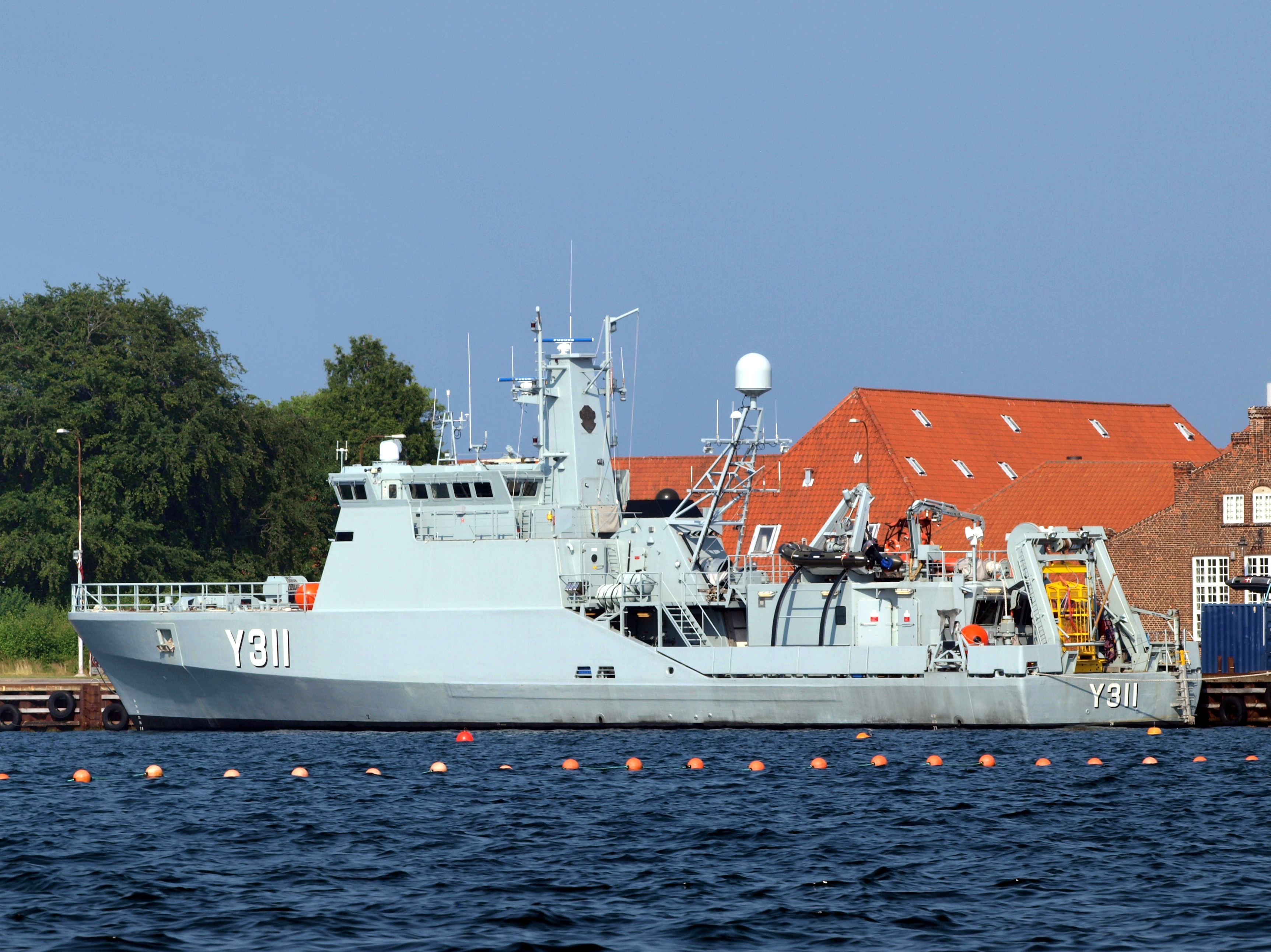
Søløven ombyggd till dykfartyg.

Søløven tillhörde 12:e patrullbåtsdivisionen från 2004 till 2010 varefter hon byggdes om till dykfartyg. År 2011 fick hon bognumret Y311 och ersatte det äldre dykfartyget Y307 Læsø.